# Jarosław Furgała
Jarosław Furgała (ur. 1 lipca 1919 w Lubaczowie, zm. 19 stycznia 2020) – polski rzeźbiarz ludowy.

## Życiorys
W 1938 ukończył Szkołę Hotelarsko-Okrętową w Warszawie, następnie praktykował jako steward w Bristolu i Grand Hotelu. W 1939 rozpoczął naukę muzyki w warszawskiej szkole muzycznej. Po wybuchu wojny i wkroczeniu wojsk radzieckich na terytorium Polski, został wcielony do Armii Czerwonej. Najpierw trafił nad granicę z Mandżurią, następnie na front niemiecki w rejonie Leningradu. W 1942 został ranny i dostał się do niewoli niemieckiej. W obozach jenieckich przebywał do 1945.
Po wyzwoleniu, ze względu na grasujące w jego rodzinnych stronach oddziały UPA, postanowił osiedlić się na Ziemiach Odzyskanych. Mieszkał na Dolnym Śląsku, pracował jako traktorzysta, magazynier, księgowy, instruktor, opiekun świetlicy i referent działu socjalnego. Od 1975 na rencie. Mieszkał w Brzegu w województwie opolskim.

## Twórczość
Pracą twórczą Jarosław Furgała zajmował się od 1966. Główną jego domeną było rzeźbiarstwo, ale był także autorem prac malarskich. Rzeźbił przede wszystkim w drewnie, choć miał na swoim koncie również prace w kamieniu.
W twórczości Furgały prym wiodła tematyka sakralna; sam artysta uważał rzeźbienie za formę modlitwy. Wśród jego prac można znaleźć tradycyjne motywy sztuki ludowej, jak Pietà, Matka Boża i świątki. Z innych dzieł artysty wymienić można: popiersie Marii Konopnickiej, cykl o kobiecie w pięciu alegoriach i serię prac przedstawiających dzieci wiejskie. Oprócz małych form rzeźbiarskich wykonał m.in. ponadmetrową rzeźbę księcia Henryka II Pobożnego, prawie 3-metrowy pomnik Mikołaja Kopernika, znajdujący się koło ratusza w Getyndze, oraz 3-metrowy monument ludowego poety Jana Pocka w piaskowcu. Prace Furgały znajdują się w muzeach polskich i zagranicznych, jak też w prywatnych zbiorach kolekcjonerskich.
Furgała miał dwukrotnie okazję spotkać się z Janem Pawłem II: w 1997 r. w Ludźmierzu, gdzie podarował mu figurkę Chrystusa Frasobliwego oraz w 2002 w Watykanie, gdzie wręczył papieżowi Anioła Betlejemskiego.
Artysta był bohaterem filmu dokumentalnego w reżyserii Andrzeja Różyckiego pt. Jarosława Furgały modlitwa w drewnie (1986).

## Wystawy indywidualne
- 1983 – „Twórczość Jarosława Furgały”, wystawy w Toruniu i Warszawie
- 1995 – „Madonny Polskie” w Oławie
- 1995 – wystawa rzeźby Jarosława Furgały w Oleśnicy Śląskiej
- 1996 – wystawa w Brzegu nad Odrą
- 1996 – „Życie moje w rzeźby zaklęte” we Wrocławiu

## Nagrody i odznaczenia
- 1979 – Odznaka Zasłużony Działacz Kultury
- 1981 – Krzyż Kawalerski Orderu Odrodzenia Polski
- 1981 – Odznaka Zasłużony dla Kultury Narodowej
- 1984 - Medal 40-lecia Polski Ludowej[4]
- 1989 - Odznaka tytułu honorowego „Zasłużony dla Kultury Narodowej”[5].
- Nagroda im. Oskara Kolberga
- Medal Działacza Odrodzenia Polski
- w ogólnopolskich konkursach rzeźbiarskich: I nagrody – Lublin 1982, Toruń 1976, Warszawa 1979, 1980, Wrocław 1976, 1981, 1983; II nagrody – Białystok 1976, Kraków 1978, Płock 1976, Toruń 1973, 1974, 1982, Siedlce 1976; III nagrody – Warszawa 1975, 1978, Wrocław 1978.
- 2015 - odznaczony przez Ministra Kultury i Dziedzictwa Narodowego srebrnym Medalem Gloria Artis.